# Aleksander Soliński
Aleksander Soliński, ps. Mrówka, Albatros, Kobuz Ojciec (ur. 9 sierpnia 1914 w Warszawie, zm. 17 kwietnia 1989 tamże) – instruktor harcerski, harcmistrz, dowódca plutonu w baonie „Wigry”, nauczyciel i wychowawca młodzieży, działacz turystyczny i krajoznawca.

## Życiorys

### Dzieciństwo i młodość
Urodził się w Warszawie, wychował na warszawskiej Pradze, gdzie ukończył Gimnazjum im. Roeslerów. W marcu 1929 wstąpił do Związku Harcerstwa Polskiego zasilając szeregi 49 Warszawskiej Drużyny Harcerskiej, w której był zastępowym. W tym samym roku złożył przyrzeczenie harcerskie. Od 1932 do 1934 pełnił funkcje zastępowego w 12 WDH, a od 1934 – przybocznego w 78 Warszawskiej Drużynie Harcerskiej im. Króla Władysława Jagiełły działającej w Szkole Powszechnej nr 30 przy ul. Kawęczyńskiej 2. Następnie po powrocie ze służby w wojsku – od czerwca 1938 do sierpnia 1939 – był jej drużynowym.

### II wojna światowa
W okresie okupacji hitlerowskiej 1939–1944 organizował działania konspiracyjnego harcerstwa na Targówku Przemysłowym i Pradze. Mieszkając na Targówku Przemysłowym, w październiku 1939 sformował drużynę spośród chłopców z tego rejonu miasta, wśród nich harcerzy z 95 WDH działającej przy szkole powszechnej przy ul. Oszmiańskiej. Dopiero w drugiej połowie 1941 połączył się z macierzystą 78 WDH, używającą konspiracyjnego kryptonimu „78 Czambuł Żółtej Ordy” i szaroszeregowego oznaczenia CP-100, a później, w Bojowych Szkołach – BS-PR-100.
Uczestniczył w akcjach małego sabotażu organizacji „Wawer” (m.in. rozklejanie ulotek), uczestniczył w szkoleniach strzeleckich „Wiarus” i klasy „A”. Był absolwentem II turnusu Szkoły Podchorążych Rezerwy Piechoty „Agricola”.
9 sierpnia 1942 poślubił Halinę Raczyńską, harcerkę przedwojennej 21 WŻDH i konspiracyjnej 78 WŻDH, późniejszą łączniczkę batalionu „Wigry”. 24 grudnia 1942 po ukończeniu konspiracyjnego kursu podharcmistrzowskiego, rozkazem Naczelnika Szarych Szeregów, otrzymał stopień podharcmistrza.
W styczniu 1944 drużynę BS-PR-100 włączono, jako III pluton kompanii „Edward”, do batalionu harcerskiego Wigry. Aleksander Soliński został dowódcą tego plutonu. Wraz z nim walczył w powstaniu warszawskim na Starym Mieście, a po jego upadku przeszedł kanałami do Śródmieścia.

### Działalność społeczna

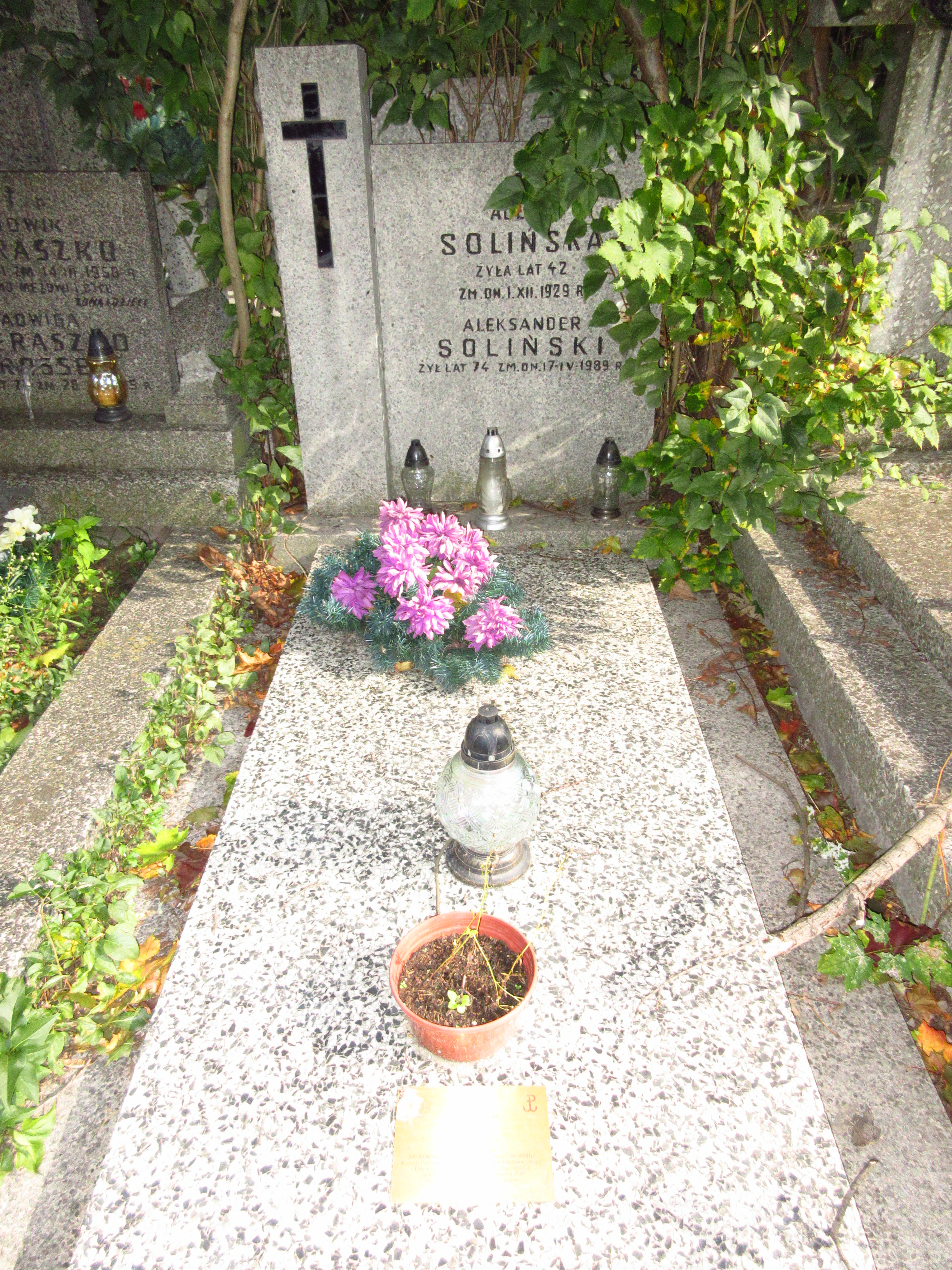
Grób Aleksandra Solińskiego na Cmentarzu Bródnowskim.

Po wyzwoleniu pomaga przy organizowaniu Ośrodka Harcerskiego Osowiec (Hufiec Grodzisk Mazowiecki), gdzie pełnił funkcję Kierownika Kursu Zastępowych. We wrześniu 1945 reaktywował 78 Warszawską Drużynę Harcerską i prowadził ją do rozwiązania ZHP w 1950, a następnie w latach 1956–1958. W 1958 założył 260 WDH (od 1961 – Szczep 260 Warszawskich Drużyn Harcerskich i Zuchowych) przy Szkole Podstawowej nr 50 przy ul. Jagiellońskiej, którą prowadził przez prawie 30 lat. W szczepie zorganizował jedyną w Warszawie harcerską orkiestrę dętą. W czasie pełnienia funkcji instruktorskich w ZHP Aleksander Soliński był Społecznym Inspektorem Ruchu Drogowego i prowadził Koło Młodzieżowej Służby Ruchu (MSR). Koło to w roku szkolnym 1971/72 zdobyło I miejsce i Puchar Przechodni w konkursie „Bezpieczeństwo dziecka na drodze”. Przeszkolonych zostało ponad 100 harcerzy, a ponad 500 uczniów szkoły uzyskało karty rowerowe. Podczas rajdów, obozów i biwaków inspirował harcerzy ze szczepu do wyszukiwania i gromadzenia ciekawych pamiątek historycznych, które gromadzono w izbie harcerskiej – ocenianej jako jedną z najlepszych w Warszawie, inspirował też działalność turystyczno-krajoznawczą, propagując m.in. rajdy szlakami walk oręża polskiego. Od 1975 w ramach akcji gazety „Express Wieczorny” – „Nie jesteś sam” Szczep 260 WDHiZ pod jego kierownictwem opiekował się dziećmi ociemniałymi w Laskach k. Warszawy.
Pełnił wiele funkcji w hufcach praskich ZHP, m.in. w latach 1945–1947 – członka komendy Hufca Warszawa Praga i kierownika wydziału szkoleniowego hufca, 1958–1960 – namiestnika drużyn młodszych Hufca Praga Centralna. W 1959 otrzymał stopień harcmistrza, a w 1986 Odznakę Wzorowego Drużynowego Hufca.

### Praca zawodowa
Początkowo pracował jako urzędnik, później jako kierownik szkolnej świetlicy, a po ukończeniu Zaocznego Studium Nauczycielskiego (1959) jako nauczyciel w szkołach podstawowych na warszawskiej Pradze-Północ, gdzie nauczał geografii i zajęć praktyczno-technicznych (ZPT); ostatnio w Szkole Podstawowej nr 50 przy ul. Jagiellońskiej 7.
Aleksander Soliński zmarł 17 kwietnia 1989, w wieku 75 lat i został pochowany na cmentarzu Bródnowskim w kwaterze 83D-4-16. W uznaniu zasług władze Warszawy na wniosek Komendy Hufca ZHP Warszawa Praga Północ nadały jego imię jednej z ulic na Zaciszu.

## Odznaczenia i wyróżnienia
Za działalność społeczną został odznaczony wieloma medalami i odznaczeniami państwowymi m.in.:
- Srebrna Honorowa Odznaka „Za Zasługi dla Warszawy” (1965)
- Srebrny Krzyż „Za Zasługi dla ZHP” (1967)
- Złoty Krzyż Zasługi (1969)
- Medal za Warszawę 1939–1945 (1972)
- Krzyż Partyzancki (1973)
- Medal Zwycięstwa i Wolności 1945 (1975)
- Złota Odznaka im. Janka Krasickiego (1975)
- Krzyż Kawalerski Orderu Odrodzenia Polski (1977)
- Medal Komisji Edukacji Narodowej (1977)
- Odznaka 1000-lecia Państwa Polskiego
- Srebrna Honorowa Odznaka PTTK
- Odznaka Przyjaciela Dziecka
- Odznaka Grunwaldzka

Ponadto za wybitne osiągnięcia w pracy dydaktycznej i wychowawczej został wyróżniony Nagrodą II Stopnia Ministra Oświaty i Wychowania (1972)